# كريس براون (لاعب كرة قاعدة)
كريس براون (بالإنجليزية: Chris Brown)‏ (و. 1961 – 2006 م) هو لاعب كرة قاعدة أمريكي، ولد في جاكسون، مسيسيبي، مركز لعبه هو قاعدي ثالث ‏، توفي في هيوستن، عن عمر يناهز 45 عاماً.

## التعليم
تعلم في Crenshaw High School ‏
.

## روابط خارجية
- كريس براون على موقعبيزبول رفرنس.كوم (الدوري الرئيسي) (الإنجليزية)